# Manchester United F.C. mùa giải 2003-04
Mùa giải 2003–04 là mùa giải thứ 12 của Manchester United tại Premier League, và là mùa giải thứ 29 liên tiếp của họ ở giải đấu hàng đầu nước Anh.
United bắt đầu mùa giải bằng chức vô địch FA Community Shield năm 2003 và sau đó giành được kỷ lục FA Cup lần thứ 11 với chiến thắng 3–0 trước Millwall tại Millennium Stadium ở Cardiff. Tuy nhiên, câu lạc bộ đã bỏ lỡ chức vô địch Premier League vào tay nhà vô địch bất bại Arsenal, với phong độ sa sút ở giai đoạn hai trùng với thời điểm Rio Ferdinand bắt đầu bị cấm thi đấu 8 tháng do bỏ lỡ cuộc kiểm tra doping. Manchester United kết thúc mùa giải ở vị trí thứ ba. .
Tân binh đáng chú ý của MU là cầu thủ chạy cánh người Bồ Đào Nha Cristiano Ronaldo, tiền vệ người Brazil từng vô địch FIFA World Cup 2002 Kléberson, thủ môn người Mỹ Tim Howard, tiền vệ người Cameroon Eric Djemba-Djemba và tiền đạo người Pháp David Bellion.
Giấc mơ UEFA Champions League của United đã kết thúc ở vòng 16 đội, với việc bị loại bởi bàn thắng vào phút cuối của Porto đồng thời khiến Quỷ đỏ không thể lọt vào tứ kết Champions League lần thứ tám liên tiếp.

## Giao hữu
| Ngày      | Đối thủ      | Sân nhà/khách | Tỉ số | Cầu thủ ghi bàn                                          | Số lượng khán giả |
| --------- | ------------ | ------------- | ----- | -------------------------------------------------------- | ----------------- |
| 22/7/2003 | Celtic       | N             | 4–0   | Van Nistelrooy 7', Giggs 27', Solskjær 39', Bellion 72'  | 66,722            |
| 27/7/2003 | Club América | N             | 3–1   | Van Nistelrooy 48', Forlán (2) 49', 80'                  | 57,365            |
| 31/7/2003 | Juventus     | N             | 4–1   | Giggs 25', Scholes 57', Van Nistelrooy 60', Solskjær 79' | 79,000            |
| 3/8/2003  | Barcelona    | N             | 3–1   | Forlán (2) 25', 37', Van Nistelrooy 85'                  | 68,396            |
| 7/8/2003  | Sporting CP  | A             | 1–3   | Hugo 88' (o.g.)                                          | 55,000            |
| 13/8/2003 | Stoke City   | A             | 1–3   | Forlán 68'                                               | 21,436            |

## Siêu cúp Anh
| Ngày      | Đối thủ | Sân nhà/khách | Tỉ số      | Cầu thủ ghi bàn | Số lượng khán giả |
| --------- | ------- | ------------- | ---------- | --------------- | ----------------- |
| 10/8/2003 | Arsenal | N             | 1–1 (4–3p) | Silvestre 15'   | 59,293            |

## Ngoại hạng Anh
| Ngày       | Đối thủ                 | Sân nhà/khách | Tỉ số | Cầu thủ ghi bàn                                     | Số lượng khán giả | Thứ hạng |
| ---------- | ----------------------- | ------------- | ----- | --------------------------------------------------- | ----------------- | -------- |
| 16/8/2003  | Bolton Wanderers        | H             | 4–0   | Giggs (2) 35', 74', Scholes 77', Van Nistelrooy 87' | 67,647            | 2        |
| 23/8/2003  | Newcastle United        | A             | 2–1   | Van Nistelrooy 51', Scholes 59'                     | 52,165            | 3        |
| 27/8/2003  | Wolverhampton Wanderers | H             | 1–0   | O'Shea 10'                                          | 67,648            | 2        |
| 31/8/2003  | Southampton             | A             | 0–1   |                                                     | 32,066            | 2        |
| 13/9/2003  | Charlton Athletic       | A             | 2–0   | Van Nistelrooy (2) 62', 82'                         | 26,078            | 2        |
| 21/9/2003  | Arsenal                 | H             | 0–0   |                                                     | 67,639            | 3        |
| 27/9/2003  | Leicester City          | A             | 4–1   | Keane 15', Van Nistelrooy (3) 16', 45', 52'         | 32,044            | 3        |
| 4/10/2003  | Birmingham City         | H             | 3–0   | Van Nistelrooy 36' (pen.), Scholes 57', Giggs 82'   | 67,633            | 2        |
| 18/10/2003 | Leeds United            | A             | 1–0   | Keane 81'                                           | 40,153            | 2        |
| 25/10/2003 | Fulham                  | H             | 1–3   | Forlán 45'                                          | 67,727            | 3        |
| 1/11/2003  | Portsmouth              | H             | 3–0   | Forlán 37', Ronaldo 80', Keane 82'                  | 67,639            | 3        |
| 9/11/2003  | Liverpool               | A             | 2–1   | Giggs (2) 58', 70'                                  | 44,159            | 3        |
| 22/11/2003 | Blackburn Rovers        | H             | 2–1   | Van Nistelrooy 24', Kléberson 38'                   | 67,748            | 3        |
| 30/11/2003 | Chelsea                 | A             | 0–1   |                                                     | 41,932            | 3        |
| 6/12/2003  | Aston Villa             | H             | 4–0   | Van Nistelrooy (2) 16', 45', Forlán (2) 90', 90'    | 67,621            | 3        |
| 13/12/2003 | Manchester City         | H             | 3–1   | Scholes (2) 7', 73', Van Nistelrooy 34'             | 67,645            | 2        |
| 21/12/2003 | Tottenham Hotspur       | A             | 2–1   | O'Shea 15', Van Nistelrooy 26'                      | 35,910            | 1        |
| 26/12/2003 | Everton                 | H             | 3–2   | Butt 9', Kléberson 44', Bellion 68'                 | 67,642            | 1        |
| 28/12/2003 | Middlesbrough           | A             | 1–0   | Fortune 14'                                         | 34,738            | 1        |
| 7/1/2004   | Bolton Wanderers        | A             | 2–1   | Scholes 24', Van Nistelrooy 39'                     | 27,668            | 1        |
| 11/1/2004  | Newcastle United        | H             | 0–0   |                                                     | 67,622            | 1        |
| 17/1/2004  | Wolverhampton Wanderers | A             | 0–1   |                                                     | 29,396            | 2        |
| 31/1/2004  | Southampton             | H             | 3–2   | Saha 18', Scholes 37', Van Nistelrooy 61'           | 67,758            | 2        |
| 7/2/2004   | Everton                 | A             | 4–3   | Saha (2) 9', 29', Van Nistelrooy (2) 24', 89'       | 40,190            | 2        |
| 11/2/2004  | Middlesbrough           | H             | 2–3   | Van Nistelrooy 45', Giggs 63'                       | 67,346            | 2        |
| 21/2/2004  | Leeds United            | H             | 1–1   | Scholes 64'                                         | 67,744            | 2        |
| 28/2/2004  | Fulham                  | A             | 1–1   | Saha 14'                                            | 18,306            | 3        |
| 14/3/2004  | Manchester City         | A             | 1–4   | Scholes 35'                                         | 47,284            | 3        |
| 20/3/2004  | Tottenham Hotspur       | H             | 3–0   | Giggs 30', Ronaldo 89', Bellion 90'                 | 67,634            | 3        |
| 28/3/2004  | Arsenal                 | A             | 1–1   | Saha 86'                                            | 38,184            | 3        |
| 10/4/2004  | Birmingham City         | A             | 2–1   | Ronaldo 60', Saha 78'                               | 29,548            | 3        |
| 13/4/2004  | Leicester City          | H             | 1–0   | G. Neville 56'                                      | 67,749            | 3        |
| 17/4/2004  | Portsmouth              | A             | 0–1   |                                                     | 20,140            | 3        |
| 20/4/2004  | Charlton Athletic       | H             | 2–0   | Saha 28', G. Neville 65'                            | 67,477            | 3        |
| 24/4/2004  | Liverpool               | H             | 0–1   |                                                     | 67,647            | 3        |
| 1/5/2004   | Blackburn Rovers        | A             | 0–1   |                                                     | 29,616            | 3        |
| 8/5/2004   | Chelsea                 | H             | 1–1   | Van Nistelrooy 76'                                  | 67,609            | 3        |
| 15/5/2004  | Aston Villa             | A             | 2–0   | Ronaldo 4', Van Nistelrooy 10'                      | 42,573            | 3        |

## FA Cup
| Ngày      | Vòng      | Đối thủ          | Sân nhà/khách | Tỷ số | Người ghi bàn                                         | Số khán giả |
| --------- | --------- | ---------------- | ------------- | ----- | ----------------------------------------------------- | ----------- |
| 4/1/2004  | Vòng 3    | Aston Villa      | A             | 2–1   | Scholes (2) 64', 68'                                  | 40,371      |
| 25/1/2004 | Vòng 4    | Northampton Town | A             | 3–0   | Silvestre 34', Hargreaves 47' (o.g.), Forlán 68'      | 7,356       |
| 14/2/2004 | Vòng 5    | Manchester City  | H             | 4–2   | Scholes 34', Van Nistelrooy (2) 71', 80', Ronaldo 74' | 67,228      |
| 6/3/2004  | Tứ kết    | Fulham           | H             | 2–1   | Van Nistelrooy (2) 25', 62'                           | 67,614      |
| 3/4/2004  | Bán kết   | Arsenal          | N             | 1–0   | Scholes 32'                                           | 39,939      |
| 22/5/2004 | Chung kết | Millwall         | N             | 3–0   | Ronaldo 44', Van Nistelrooy (2) 65' (pen.), 81'       | 71,350      |

## Cúp liên đoàn
| Ngày       | Vòng   | Đối thủ              | Sân nhà/khách | Tỷ số Bt-Bb  | Cầu thủ ghi bàn                              | Số lượng khán giả |
| ---------- | ------ | -------------------- | ------------- | ------------ | -------------------------------------------- | ----------------- |
| 28/10/2004 | Vòng 3 | Leeds United         | A             | 3–2 (s.h.p.) | Bellion 78', Forlán 108', Djemba-Djemba 117' | 37,546            |
| 3/12/2004  | Vòng 4 | West Bromwich Albion | A             | 0–2          |                                              | 25,282            |

## UEFA Champions League

### Vòng bảng
| Ngày       | Đối thủ       | Sân nhà/khách | Tỉ số | Cầu thủ ghi bàn                                                       | Số lượng khán giả | Thứ hạng |
| ---------- | ------------- | ------------- | ----- | --------------------------------------------------------------------- | ----------------- | -------- |
| 16/9/2003  | Panathinaikos | H             | 5–0   | Silvestre 13', Fortune 15', Solskjær 33', Butt 40', Djemba-Djemba 83' | 66,520            | 1        |
| 1/10/2003  | VfB Stuttgart | A             | 1–2   | Van Nistelrooy 67' (pen.)                                             | 50,348            | 2        |
| 22/10/2003 | Rangers       | A             | 1–0   | P. Neville 5'                                                         | 48,730            | 1        |
| 4/11/2003  | Rangers       | H             | 3–0   | Forlán 6', Van Nistelrooy (2) 43', 60'                                | 66,707            | 1        |
| 26/11/2003 | Panathinaikos | A             | 1–0   | Forlán 85'                                                            | 6,890             | 1        |
| 9/12/2003  | VfB Stuttgart | H             | 2–0   | Van Nistelrooy 45', Giggs 58'                                         | 67,141            | 1        |

### Vòng knock out
| Ngày      | Vòng                   | Đối thủ | Sân nhà/khách | Tỉ số | Cầu thủ ghi bàn | Số lượng khán giả |
| --------- | ---------------------- | ------- | ------------- | ----- | --------------- | ----------------- |
| 25/2/2004 | Vòng knock out lượt đi | Porto   | A             | 1–2   | Fortune 14'     | 49,977            |
| 9/3/2004  | Vòng knock out lượt về | Porto   | H             | 1–1   | Scholes 32'     | 67,029            |

## Thống kê đội hình
| Số áo | Vị trí | Tên                 | Giải Ngoại hạng | Giải Ngoại hạng | Cúp FA | Cúp FA | Cúp Liên đoàn | Cúp Liên đoàn | Cúp châu Âu | Cúp châu Âu | Khác | Khác | Tổng   | Tổng |
| Số áo | Vị trí | Tên                 | Trận            | Bàn             | Trận   | Bàn    | Trận          | Bàn           | Trận        | Bàn         | Trận | Bàn  | Trận   | Bàn  |
| ----- | ------ | ------------------- | --------------- | --------------- | ------ | ------ | ------------- | ------------- | ----------- | ----------- | ---- | ---- | ------ | ---- |
| 1     | TM     | Fabien Barthez      | 0               | 0               | 0      | 0      | 0             | 0             | 0           | 0           | 0    | 0    | 0      | 0    |
| 2     | HV     | Gary Neville        | 30              | 2               | 4      | 0      | 1             | 0             | 7           | 0           | 0    | 0    | 42     | 2    |
| 3     | HV     | Phil Neville        | 29(2)           | 0               | 2(1)   | 0      | 1             | 0             | 7           | 1           | 1    | 0    | 40(3)  | 1    |
| 5     | HV     | Rio Ferdinand       | 20              | 0               | 0      | 0      | 0             | 0             | 6           | 0           | 1    | 0    | 27     | 0    |
| 6     | HV     | Wes Brown           | 15(2)           | 0               | 5(1)   | 0      | 0             | 0             | 2           | 0           | 0    | 0    | 22(3)  | 0    |
| 7     | TĐ     | Cristiano Ronaldo   | 15(14)          | 4               | 5      | 2      | 1             | 0             | 3(2)        | 0           | 0    | 0    | 24(16) | 6    |
| 8     | TV     | Nicky Butt          | 12(9)           | 1               | 3(2)   | 0      | 2             | 0             | 4(1)        | 1           | 1    | 0    | 22(12) | 2    |
| 9     | TĐ     | Louis Saha          | 9(3)            | 7               | 0      | 0      | 0             | 0             | 1(1)        | 0           | 0    | 0    | 10(4)  | 7    |
| 10    | TĐ     | Ruud van Nistelrooy | 31(1)           | 20              | 3(1)   | 6      | 0             | 0             | 7           | 4           | 1    | 0    | 42(2)  | 30   |
| 11    | TV     | Ryan Giggs          | 29(4)           | 7               | 5      | 0      | 0             | 0             | 8           | 1           | 1    | 0    | 43(4)  | 8    |
| 12    | TĐ     | David Bellion       | 4(10)           | 2               | 1(1)   | 0      | 2             | 1             | 0(4)        | 0           | 0    | 0    | 7(15)  | 3    |
| 13    | TM     | Roy Carroll         | 6               | 0               | 2(1)   | 0      | 2             | 0             | 1           | 0           | 0    | 0    | 11(1)  | 0    |
| 14    | TM     | Tim Howard          | 32              | 0               | 4      | 0      | 0             | 0             | 7           | 0           | 1    | 0    | 44     | 0    |
| 15    | TV     | Kléberson           | 10(2)           | 2               | 1      | 0      | 1             | 0             | 1(1)        | 0           | 0    | 0    | 13(3)  | 2    |
| 16    | TV     | Roy Keane (c)       | 25(3)           | 3               | 4(1)   | 0      | 0             | 0             | 4           | 0           | 1    | 0    | 34(4)  | 3    |
| 17    | TM     | Ricardo             | 0               | 0               | 0      | 0      | 0             | 0             | 0           | 0           | 0    | 0    | 0      | 0    |
| 18    | TV     | Paul Scholes        | 24(4)           | 9               | 6      | 4      | 0             | 0             | 5           | 1           | 1    | 0    | 36(4)  | 14   |
| 19    | TV     | Eric Djemba-Djemba  | 10(5)           | 0               | 0(1)   | 0      | 1             | 1             | 1(3)        | 1           | 0(1) | 0    | 12(10) | 2    |
| 20    | TĐ     | Ole Gunnar Solskjær | 7(6)            | 0               | 1(2)   | 0      | 0             | 0             | 1(1)        | 1           | 1    | 0    | 10(9)  | 1    |
| 21    | TĐ     | Diego Forlán        | 10(14)          | 4               | 2      | 1      | 1             | 1             | 2(2)        | 2           | 0(1) | 0    | 15(17) | 8    |
| 22    | HV     | John O'Shea         | 32(1)           | 2               | 6      | 0      | 2             | 0             | 6(1)        | 0           | 0(1) | 0    | 46(3)  | 2    |
| 23    | TV     | Kieran Richardson   | 0               | 0               | 0(1)   | 0      | 2             | 0             | 0           | 0           | 0    | 0    | 2(1)   | 0    |
| 24    | TV     | Darren Fletcher     | 17(5)           | 0               | 4(1)   | 0      | 2             | 0             | 3(3)        | 0           | 0    | 0    | 26(9)  | 0    |
| 25    | TV     | Quinton Fortune     | 18(5)           | 1               | 3      | 0      | 1             | 0             | 6(1)        | 2           | 1    | 0    | 29(6)  | 3    |
| 26    | TV     | Danny Pugh          | 0               | 0               | 0(1)   | 0      | 1             | 0             | 0           | 0           | 0    | 0    | 1(1)   | 0    |
| 27    | HV     | Mikaël Silvestre    | 33(1)           | 0               | 5      | 1      | 0             | 0             | 6           | 1           | 1    | 1    | 45(1)  | 3    |
| 32    | TĐ     | Eddie Johnson       | 0               | 0               | 0      | 0      | 0(1)          | 0             | 0           | 0           | 0    | 0    | 0(1)   | 0    |
| 33    | TV     | Chris Eagles        | 0               | 0               | 0      | 0      | 0(2)          | 0             | 0           | 0           | 0    | 0    | 0(2)   | 0    |
| 34    | HV     | Phil Bardsley       | 0               | 0               | 0(1)   | 0      | 1             | 0             | 0           | 0           | 0    | 0    | 1(1)   | 0    |
| 36    | TĐ     | Daniel Nardiello    | 0               | 0               | 0      | 0      | 0(1)          | 0             | 0           | 0           | 0    | 0    | 0(1)   | 0    |
| 39    | HV     | Paul Tierney        | 0               | 0               | 0      | 0      | 1             | 0             | 0           | 0           | 0    | 0    | 1      | 0    |